# Diocesi di Ammoniace
La diocesi di Ammoniace (in latino: Dioecesis Ammoniacensis) è una sede soppressa del patriarcato di Alessandria e una sede titolare della Chiesa cattolica.

## Storia
Ammoniace, identificabile con l'oasi di Siué nell'odierna Libia, è un'antica sede episcopale della provincia romana della Libia Inferiore (Cirenaica), suffraganea dell'arcidiocesi di Darni.
Dal 1933 Ammoniace è annoverata tra le sedi vescovili titolari della Chiesa cattolica; la sede è vacante dal 24 gennaio 1983.

## Cronotassi dei vescovi titolari
- Joseph Grueter, C.M.M. † (26 settembre 1968 - 3 marzo 1971 dimesso)
- Luis María Blas Maestu Ojanguren, O.F.M. † (11 marzo 1971 - 24 gennaio 1983 deceduto)